# Auguste Léo
Auguste Léo (eigentlich August Leo; * 12. November 1793 in Strelitz, Mecklenburg; † 7. Juni 1859 in Versailles) war ein deutsch-jüdischer Bankier und Förderer zahlreicher Künstler.

## Leben
Léo ließ sich 1817 in Paris nieder, wurde dort Prokurist des Bankhauses Mendelssohn & Co. und trat zum Protestantismus über. Am 7. Oktober 1824 heiratete er in der Kirche Les Billettes die Schriftstellerin Sophie Augustine Dellevie (* 14. September 1796 in Hamburg; † 3. Juli 1864 in Versailles). Durch sie kam er mit bedeutenden Künstlern in Kontakt: Ihre Schwester Serena Dellevie (1782–1818), verheiratet mit Adolph Embden, war die Mutter von Charlotte Moscheles geb. Embden, der Frau des Pianisten und Komponisten Ignaz Moscheles. Adolph Embdens Bruder Moritz war wiederum der Schwager von Heinrich Heine. 1824 gründete er in Paris eine eigene Bank, 1848 zog er sich aus dem Geschäftsleben zurück.
Für Ignaz Moscheles, der Auguste Léo erstmals 1821 begegnete, war dieser „ein Freund und Beschützer vieler Künstler“, dem er zugleich ein wahres „musikalisches Verständniss und ein anmuthiges Compositionstalent“ nachrühmt. Im Frühjahr 1825 besuchte erstmals der junge Felix Mendelssohn Bartholdy die Familie Léo. Als Mendelssohn sich vom 9. Dezember 1831 bis zum 20. April längere Zeit in Paris aufhielt, wohnte er in den ersten Tagen sogar bei Léo, 11 rue Louis-le-Grand, und besuchte ihn danach fast jeden Tag. Am 28. Dezember schrieb er seiner Schwester Fanny Hensel: 

„Leo ist ein sehr liebenswürdiger Mensch, und der dilettantischste Dilettant der mir vorgekommen; er weiß alles auswendig, spielt falsche Bässe dazu, nur die Eigenschaft der Arroganz fehlt ihm und er ist bei seinem wirklichen Talent ganz bescheiden und zurückhaltend.“

Clara Wieck besuchte die Familie Léo erstmals am 16. Februar 1832. Während ihres Pariser Gastspiels im Jahre 1839 notierte die 19-jährige in ihrem Tagebuch erneut fünf Besuche bei den Léos: am 10. März, 17. März, 1. April, 28. April und 11. Mai. Höhepunkt war eine konzertante Aufführung von Carl Maria von Webers Oper Oberon, bei der auch Giacomo Meyerbeer zugegen war.

## Freundschaft mit Chopin

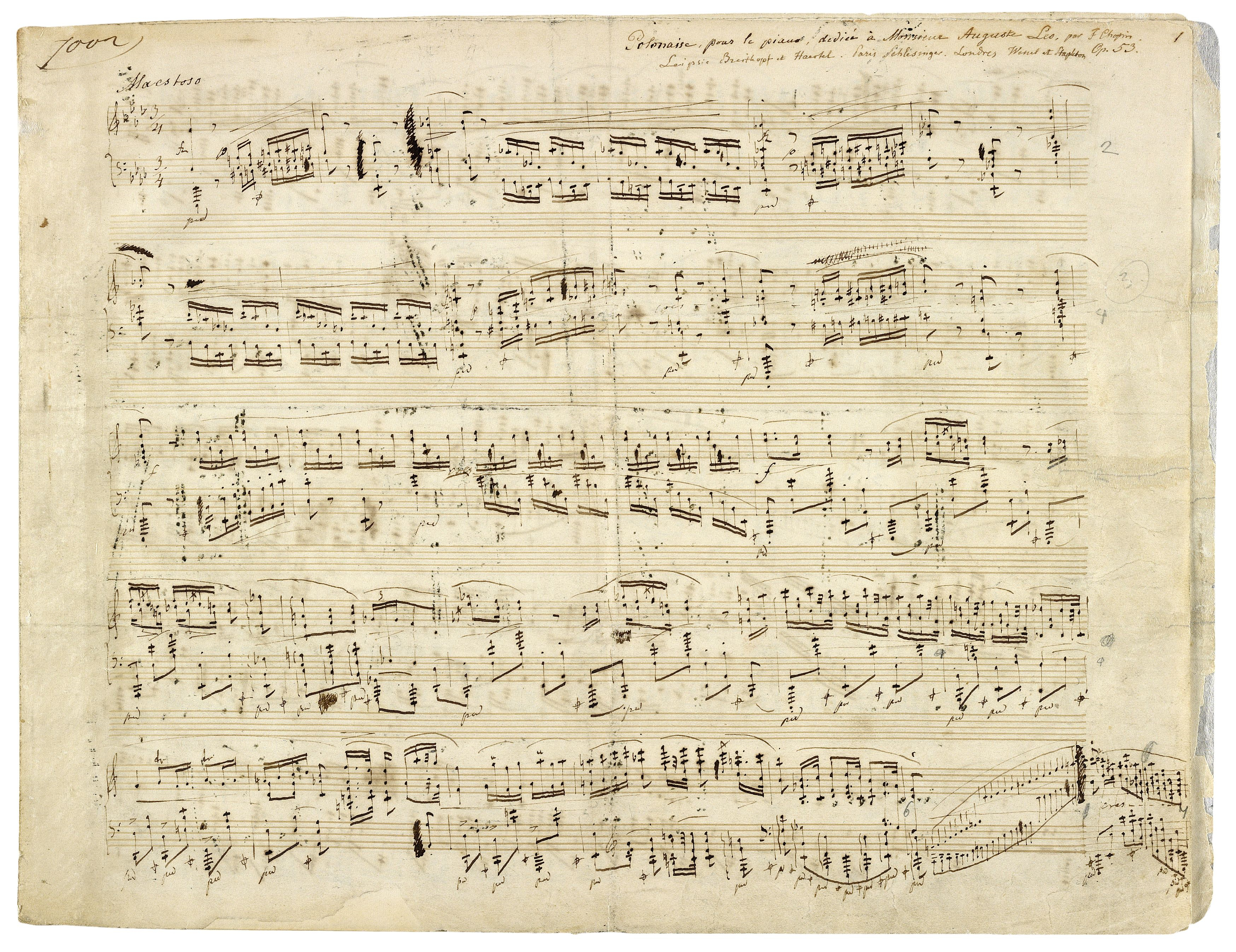
Frédéric Chopin, Polonaise As-Dur op. 53, Autograph, „dédiée à Monsieur Auguste Léo“, 1842 – New York, Morgan Library & Museum, Dannie and Hettie Heineman Collection, Sign. MS 42

Ab 1832 verkehrte insbesondere Frédéric Chopin regelmäßig bei Léo und wurde ein enger Freund der Familie. Am 20. Juni 1833 teilte Chopin Ferdinand Hiller mit, er hätte „diesen Winter und in diesem Frühling oft die Familie Léo und ihren Anhang gesehen“. 1838 gewährte Léo dem Komponisten ein zinsloses Darlehen. Im Herbst 1839 traf Moscheles dort erstmals mit Chopin zusammen. Er schreibt in einem Brief: 

„Bei Leo's mache ich am liebsten Musik und dort wurde ich zuerst mit Chopin bekannt, der eben vom Lande zurückgekehrt war; ich konnte es kaum erwarten. Sein Aussehen ist ganz mit seiner Musik identifiziert, beide zart und schwärmerisch. […] Er spielte mir Etüden und sein neuestes Werk »Präludien«, ich ihm viele meiner Sachen vor.“

Äußeres Zeichen der langjährigen Freundschaft ist Chopins 1842/43 entstandene Polonaise As-Dur op. 53, eines seiner bedeutendsten Klavierwerke, die er Léo widmete. 1843 bis 1845 war er Chopin auch mehrfach bei den Verhandlungen mit Verlegern behilflich. Über seine häufigen Besuche im Salon der Familie Léo in der Rue de la Chaussée d’Antin schreibt Sophie Léo in ihren Erinnerungen:

„Wer Chopin nicht kannte wird sich nie ein ähnliches Wesen denken können, nicht denken können, zu welcher Begeisterung die Seele, noch vor der Erlösung aus irdischer Hülle, sich erheben kann; wer seine Compositionen nicht von ihm selbst spielen hörte, wird nie eine Vorstellung bekommen, auf welche Weise die reinste Inspiration ganz ohne Rücksicht auf Gebrauch, auf Lob oder Tadel sich von den Flügeln des Genies tragen läßt. Er war nur er, gewiß der erste, wahrscheinlich ewig der einzige in seiner Art.“

## Heinrich Heine und andere Künstler
Léo investierte erheblich in den Eisenbahnviadukt von Meudon, bei dessen Grundsteinlegung am 1. Oktober 1838 „Auguste Léo, administrateur-général, directeur banquier“ persönlich anwesend war. Die Brücke stellt einen Teil der Eisenbahnstrecke von Paris nach Versailles dar, die 1840 in Betrieb genommen wurde. Wie Heinrich Heine festhielt, geriet Léo dann vorübergehend in finanzielle Schwierigkeiten, „seitdem er bei der Versailler Eisenbahn de rive gauche eine so klägliche Schlappe erlitten“. Zugleich sprach er – am 5. Mai 1843 in einem Brief seiner Lutezia – den Wunsch aus, Léo möge der Pariser Gesellschaft erhalten bleiben:

„Auch patriotische Gründe gibt es, welche die Erhaltung des armen Leo wünschenswert machen. Gekränktes Selbstgefühl und die großen Verluste nötigen, wie ich höre, den einst so wohlhabenden Mann, das sehr teure Paris zu verlassen und sich auf das Land zurückzuziehen, wo er, wie Cincinnatus, seinen selbstgepflanzten Kohl verspeisen oder, wie einst Nebukadnezar, auf seinen eigenen Wiesen grasen kann. Das wäre nun ein großer Verlust für die deutsche Landsmannschaft. Denn alle deutsche Reisende zweiten und dritten Ranges, die hierher nach Paris kamen, fanden im Hause des Herrn Leo eine gastliche Aufnahme, und manche, die in der frostigen Franzosenwelt ein Unbehagen empfanden, konnten sich mit ihrem deutschen Herzen hierher flüchten und mit gleichgesinnten Gemütern wieder heimisch fühlen. An kalten Winterabenden fanden sie hier eine warme Tasse Tee, etwas homöopathisch zubereitet, aber nicht ganz ohne Zucker. Sie sahen hier Herrn von Humboldt, nämlich in effigie an der Wand hängend, als Lockvogel. Hier sahen sie den Nasenstern in natura. Auch eine deutsche Gräfin fand man hier. Es zeigten sich hier auch die vornehmsten Diplomaten von Krähwinkel, nebst ihren kräh- und schiefwinklichten Gemahlinnen. Hier hörte man mitunter sehr ausgezeichnete Klavierspieler und Geiger, neuangekommene Virtuosen, die von Seelenverkäufern an das Haus Leo empfohlen worden und sich in seinen Soireen musikalisch ausbeuten ließen. Es waren die holden Klänge der Muttersprache, sogar der Großmuttersprache, welche hier den Deutschen begrüßten. Hier ward die Mundart des Hamburger Dreckwalls am reinsten gesprochen, und wer diese klassischen Laute vernahm, dem ward zumute, als röche er wieder die Twieten des Mönckedamms. Wenn aber gar die »Adelaide« von Beethoven gesungen wurde, flossen hier die sentimentalsten Tränen! Ja, jenes Haus war eine Oase, eine sehr aasige Oase deutscher Gemütlichkeit in der Sandwüste der französischen Verstandswelt, es war eine Lauberhütte des traulichsten Cancans, wo man ruddelte wie an den Ufern des Mains, wo man klingelte wie im Weichbilde der heil'gen Stadt Köln, wo dem vaterländischen Klatsch manchmal auch zur Erfrischung ein Gläschen Bier beigesellt ward – deutsches Herz, was verlangst du mehr? Es wäre jammerschade, wenn diese Klatschbude geschlossen würde.“

In den Jahren 1844/45 verkehrte der Berliner Musiker Julius Stern bei der Familie Léo. „Er traf bei Leo’s Chopin, den Dichter Georg Herwegh, und Leo’s Neffen, den bekannten Maler Heinrich Lehmann, einen Schüler des berühmten Ingres. Chopin’s Bekanntschaft machte ihm große Freude.“ Am 2. März 1844 fand dort unter Sterns Leitung die Pariser Erstaufführung von Mendelssohns Musik zum Drama Antigone op. 55 „vor einer geladenen, glänzenden Gesellschaft statt und wurde vom schönsten Erfolge gekrönt und für Sterns Ruf in Paris entscheidend.“
Weitere Gäste im Hause Léos waren Charles Hallé, Ferdinand Hiller, Franz Liszt, und Anton Schindler. Auch Heinrich Heine profitierte erheblich von der Großzügigkeit Léos: Am 22. April 1845 quittierte er dem Dichter die Rückzahlung eines Darlehens von 14.000 Francs.
Léo war der Onkel des Malers Henri Lehmann, der um 1835 das von Heine erwähnte Porträt Alexander von Humboldts schuf, das viele Jahre im Salon der Familie Léo hing. 1842 porträtierte Lehmann Léos Tochter Faustina Léo (1832–1865).

## Werke von Sophie Léo
- Selbstopfer, Leipzig: Brockhaus 1829 (unter dem Pseudonym „Leontine Romainville“)
- Die beiden Liberalen. Aus den Memoiren eines jungen Parisers, Roman, Leipzig: Brockhaus 1831 (unter dem Pseudonym „Leontine Romainville“)
- Erinnerungen aus Paris. 1817–1848, Berlin: Wilhelm Hertz 1851 (anonym erschienen) (Digitalisat)
- Personen und Zustände aus der Restauration und dem Julikönigthum, Berlin: Wilhelm Hertz 1853 (Digitalisat)